# فرونری
فرونری (انگلیسی: Froneri) شرکت صنایع غذایی بریتانیایی است، که در سال ۱۹۸۵ تأسیس شد.